# Commodore 900
Il Commodore 900 (conosciuto anche come Z-8000), è un prototipo di microcomputer della Commodore International destinato all'impiego professionale e nell'ambito del CAD.

## Storia
Presentato al CeBIT nel 1985 dalla divisione tedesca della Commodore, il progetto fu cancellato quando Commodore lanciò sul mercato il Commodore Amiga.
Tutti i prototipi di Commodore 900 furono venduti a distributori terze parti e solo poche di queste unità sono sopravvissute.

## Caratteristiche tecniche
Era un computer a 16 bit basato sulla CPU Zilog Z8001 operante alla frequenza di 10 MHz. Il sistema operativo adottato è il Coherent, un sistema operativo simile allo UNIX.
Sono state prodotte due differenti versioni: un modello Workstation dotato grafica con risoluzione di 1024x800 pixels e un modello Server capace di visualizzare solo testo.
Il case del Commodore 900 è simile a quello del Commodore Amiga 2000, solo leggermente più grande.